# 长叶猪笼草
长叶猪笼草（学名：Nepenthes longifolia）是苏门答腊特有的热带食虫植物，其生长于海拔300米至1100米的地区。其种加词“longifolia”来源于拉丁文“longus”和“folius”，意为“长的叶片”，指该物种独特的巨大叶片。

## 植物学史
1957年，威廉·梅哲首次采集到了长叶猪笼草的标本。8月24日，该标本被采集于西苏门答腊省塔拉姆（Taram）附近的天普河（Tjampo）海拔500米至1000米的砂质地区。其生长于河谷斜坡上的森林中。该标本编号为“H.L.B. 958.85111”，存放于荷兰国家植物标本馆（L）。

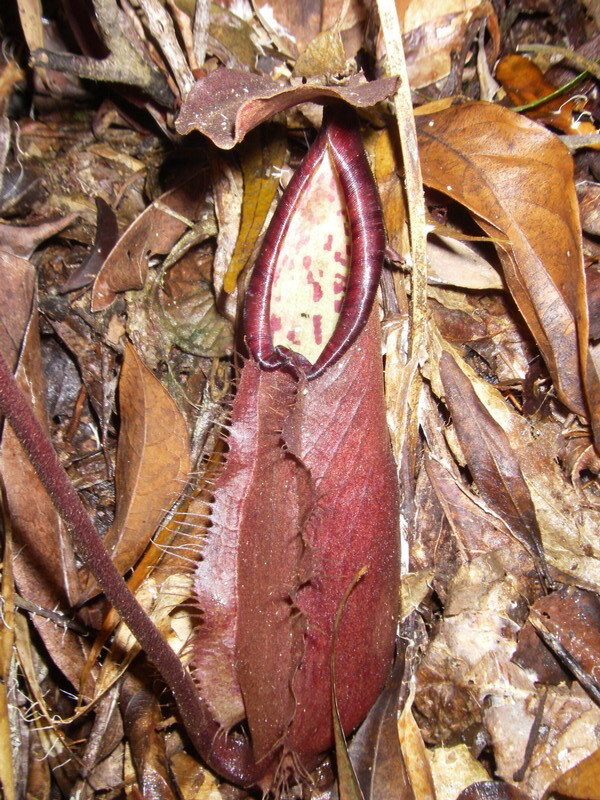
长叶猪笼草的下位笼

1986年，罗斯朱迪·塔明（Rusjdi Tamin）和堀田满无效的描述了长蔓莱佛士猪笼草（Nepenthes rafflesiana var. longicirrhosa）。1995年，查尔斯·克拉克对其模式标产地进行了考察，并认为此并非莱佛士猪笼草的亚种，而是长叶猪笼草。在对猪笼草属进行了修订后，将其被正式的归为长叶猪笼草的同物异名。
约阿希姆·那兹和安德烈亚斯·维斯图巴在1994年第4期《食虫植物通讯》上发表了关于长叶猪笼草的正式描述。1992年9月25日，约阿希姆·那兹在西苏门答腊省塔拉姆附近天普山脉海拔约1000米处采集到了长叶猪笼草的正模标本，其编号为“Nerz 2801”，其存放于荷兰国家植物标本馆。同天，约阿希姆·那兹还采集了另7副标本。其中4副编号为“Nerz 2802”、“Nerz 2803”、“Nerz 2804”和“Nerz 2805”的标本与正模标本一起存放于荷兰国家植物标本馆。另3副编号为“Nerz 2806”、“Nerz 2807”和“Nerz 2808”的标本存放于德国蒂宾根大学的生物研究所（TUB）中。
马修·杰布和马丁·奇克在其1997年发表的专著《猪笼草属（猪笼草科）的框架性修订》中认为长叶猪笼草是苏门答腊猪笼草（N. sumatrana）的同物异名。他们在2001年的修订《猪笼草科》中仍暂时的坚持其为同物异名，并写道：
|  | 虽然我们把它视为一个同物异名（苏门答腊猪笼草），但其为苏门答腊岛其他高地标本（海拔1000米）的代表，与沿海海平面的植株有一定区别。内陆植株的捕虫笼更细长，下半部为椭圆体形，上半部为圆柱形（非漏斗形），具椭圆形笼盖（非近圆形）。但中间型也有报道。需要更多的标本才能完全解决长叶猪笼草的问题。 |

查尔斯·克拉克在《苏门答腊岛与西马来西亚的猪笼草》中再次将长叶猪笼草独立为一个物种。

## 形态特征
长叶猪笼草喜攀爬。其茎呈圆柱形，可长达10米，直径可达9毫米，并可攀爬至高达12米的林冠。节间距可达12厘米。
长叶猪笼草的叶片革质，为披针形－匙形或披针形－卵形，可长达55厘米，宽至9厘米。叶尖微缺，叶基渐狭成叶柄，长度可达7厘米。叶柄下延形成一对翼，贯穿整个叶柄，翼宽可达2毫米。中脉的两侧各有3至8条纵脉。羽状脉众多，但不明显。笼蔓通常比叶片短或与之同长，但仍可长达110厘米。

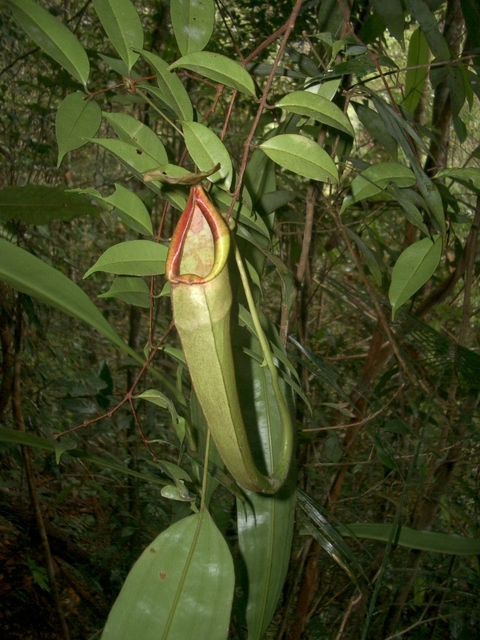
长叶猪笼草的上位笼

长叶猪笼草的下位笼不常见。其具有很长的笼蔓。下位笼的下半部为葫芦形或窄卵形，上半部为圆柱形。其可高达20厘米，宽至5厘米。腹面的笼翼可宽至5毫米。翼须可长达6毫米，间距1至3毫米。笼口倾斜，基部渐缩。唇平展，可宽达6毫米，其前部凸起，常有1至2个凹口。唇卷曲为宽大的圆柱形，唇肋间距0.2毫米。下位笼葫芦状部分的内表面每平方厘米约有500个覆盖型消化腺。笼盖为圆形或卵形，可宽大3厘米，无附属物。笼盖下表面的中线附近具有大量圆形至卵形的蜜腺。笼盖基部的后方具有一根不分叉的笼蔓尾，可长达12毫米。
长叶猪笼草上位笼与笼蔓的衔接处可形成一个宽至3厘米的弯曲。上位笼的下部为窄漏斗形，笼肩处略为卵形，上部为圆柱形或管状。上位笼的体型大于下位笼，笼蔓较短，可高达25厘米，宽至4厘米。笼翼缩小成为一对隆起，靠近唇处偶尔会出现翼须。笼口倾斜，基部渐缩。唇平展，可宽至6毫米，其前部凸起，皱褶成3个特殊的凸褶。上位笼漏斗状部分的内表面每平方厘米约有500个消化腺。笼盖和笼蔓尾与下位笼类似。
长叶猪笼草的花序为总状花序。雄性花序和雌性花序具有相同的结构。总花梗可长达25厘米，宽至3毫米。花序轴可长达25厘米。每个花梗带1至2朵花，可长达15毫米，苞片偶尔缺失。萼片为卵形，可长达5毫米。雄蕊包括花药长约5毫米。种子可长达3厘米。
长叶猪笼草植株的大部分具有稀疏的简单星状短毛被。但大部分毛被易脱落，所以成熟的植株几乎无毛被。叶片的中脉具有密集的红棕色短毛被。
长叶猪笼草的茎和叶片为绿色，叶片的下表面有时呈红色。莲座状植株叶片的中脉为红色。通常下位笼的笼身为棕红色，唇为绿色至红绿色。捕虫笼的内表面常为淡绿色，笼盖为红色。上位笼通体为浅绿色。

## 生态关系
长叶猪笼草存在于印度尼西亚西苏门答腊省，也可能出现于北苏门答腊省。其陆生于陡峭砂质山坡及山脊上，原生地为植被茂密阴暗的低地或亚山地森林。为了适应斜坡的环境，其莲座状植株的叶片常呈现为与斜坡垂直生长。长叶猪笼草的海拔分布范围为300米至1100米。
在西苏门答腊省的天普河附近，长叶猪笼草与宽叶猪笼草（N. adnata）、白环猪笼草（N. albomarginata）、苹果猪笼草（N. ampullaria）、真穗猪笼草（N. eustachya）、小猪笼草（N. gracilis）和两眼猪笼草（N. reinwardtiana）同域分布。但仅发现了长叶猪笼草与真穗猪笼草的自然杂交种。在天普山（Mount Tjampo）存在一些零星的长叶猪笼草斑块状分布地，并与白环猪笼草、真穗猪笼草和两眼猪笼草同域分布。
长叶猪笼草的模式变型存在于北苏门答腊省从实武牙去往打鹿洞的公路旁。其与产自西苏门答腊省的变型在形态特征上具有很多的不同，其更类似于贝卡利猪笼草（N. beccariana）。这个种群与苹果猪笼草、小猪笼草、莱佛士猪笼草（N. rafflesiana）、两眼猪笼草和多巴猪笼草（N. tobaica）同域分布。
马修·杰布和马丁·奇克曾认为长叶猪笼草是苏门答腊猪笼草的同物异名，因此在《2006年世界自然保护联盟濒危物种红色名录》中并没有长叶猪笼草。依照苏门答腊猪笼草的等级，其保护状况为无危。但研究表明，这两个类群互为独立的物种。2001年，查尔斯·克拉克根据世界自然保护联盟的标准将其保护状况列为易危。其原生地可能在不久的将来，遭受农业放火烧山的威胁。

## 相关物种

### 苏门答腊猪笼草
长叶猪笼草与苏门答腊猪笼草之间存在着密切的近缘关系；其茎和叶片在外形上几乎相同。尽管如此，长叶猪笼草与苏门答腊猪笼草的形态特征之间仍可以许多显著且稳定的区别。
在约阿希姆·那兹和安德烈亚斯·维斯图巴对长叶猪笼草的描述中，他们利用花序的结构将其与之区别看来，但后续的研究表明，其花梗都可带1至2多花。
| 长叶猪笼草与苏门答腊猪笼草之间形态特征的区别 |                                                                      |                                                    |
| 形态特征                                     | 长叶猪笼草                                                           | 苏门答腊猪笼草                                     |
| 笼蔓                                         | 可长达110厘米                                                        | 可长达60厘米                                       |
| 笼蔓与下位笼之比                             | 10：1                                                                | 5：1                                               |
| 莲座状幼株的下位笼                           | 下半部为卵形，笼肩位于中部，笼盖为卵形                               | 下半部为卵形                                       |
| 成株莲座状芽的下位笼                         | 与莲座状幼株的下位笼一致                                             | 通体为卵形，笼肩位于唇下，笼盖为圆形， 与笼口呈45° |
| 上位笼的气味                                 | 不具有明显的气味                                                     | 具有甜甜的水果香味                                 |
| 上位笼                                       | 仅下半部为漏斗形，至笼肩和笼口为圆柱形，笼盖通常为卵形，极少数为圆形 | 通体为漏斗形，笼肩位于唇下，笼盖为圆形             |
| 上位笼的唇                                   | 前部不凸起，具有明显的凹口                                           | 凸起，类似莱佛士猪笼草                             |

### 莱佛士猪笼草
长叶猪笼草与莱佛士猪笼草之间也存在着密切的亲缘关系。长叶猪笼草叶片基部的边缘为流苏状，下位笼具有较长的笼蔓，上位笼的笼肩以上为圆柱形，并且靠近笼盖处的唇不如莱佛士猪笼草平展。

### 贝卡利猪笼草
存在于北苏门答腊省从实武牙去往打鹿洞公路旁的长叶猪笼草变型，其叶片的基部不下延，叶片边缘的毛被易脱落，并且其生长于茂密的植被和空地之间。这个种群与贝卡利猪笼草很相似，有可能是同一个物种。
约翰·缪尔黑德·麦克法兰于1908年描述了贝卡利猪笼草，其基于一副采集于尼亚斯岛的标本。两年之后，虽然B·H·丹瑟没有亲眼见到贝卡利猪笼草的模式标本，但他在其专著《荷属东印度群岛的猪笼草科植物》中，仍将这个类群归入了奇异猪笼草（N. mirabilis）。2000年，简·斯洛尔（Jan Schlauer）和C·奈比（C. Nepi）重新研究了贝卡利猪笼草的模式标本，并意到其与奇异猪笼草有着显著的差别，并认为应将其恢复为一个独立的物种。查尔斯·克拉克也赞同贝卡利猪笼草独立于奇异猪笼草和苏门答腊猪笼草，但其也指出，若贝卡利猪笼草被发现与长叶猪笼草是同一个物种，那么后者将是前者的同物异名。因为贝卡利猪笼草的模式标本只是由3张叶片和3个破碎的捕虫笼（2个下位笼和1个上位笼）组成的，且叶片与茎是被分开的，以至于无法了解其连接处的结构，所以对贝卡利猪笼草模式产地的考察可以解决其分类上的争议。

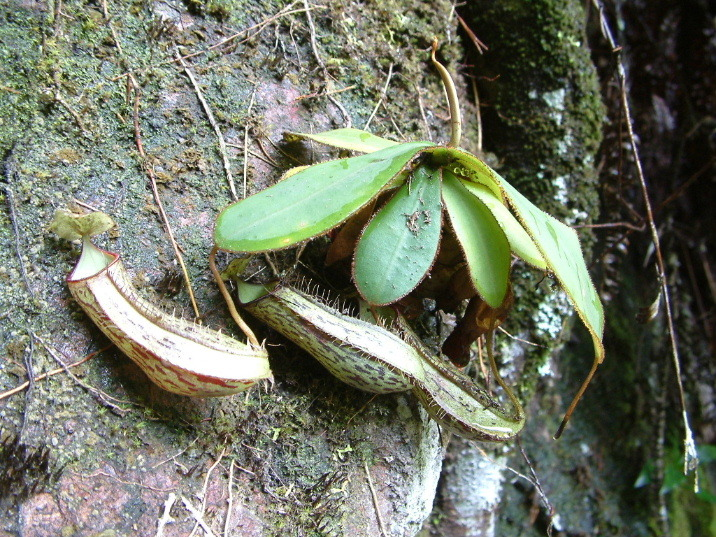
宽叶猪笼草的莲座状植株，生于岩壁

2001年，查尔斯·克拉克对来自苏门答腊岛和西马来西亚的猪笼草进行了分支系统学分析，共利用了70个形态特征。长叶猪笼草被归入“第5分支”，相关性达69%。其中长叶猪笼草与莱佛士猪笼草和苏门答腊猪笼草的相关性达58%。该研究未包含贝卡利猪笼草。
|  | 长叶猪笼草 |
|  |            |

| 58% | \| \| 莱佛士猪笼草 \| \| \| \| \| \| 苏门答腊猪笼草 \| \| \| \| |
|     | \| \| 莱佛士猪笼草 \| \| \| \| \| \| 苏门答腊猪笼草 \| \| \| \| |
|     | 莱佛士猪笼草                                                    |
|     |                                                                 |
|     | 苏门答腊猪笼草                                                  |
|     |                                                                 |

|  | 莱佛士猪笼草   |
|  |                |
|  | 苏门答腊猪笼草 |
|  |                |

|  | 长叶猪笼草 |
|  |            |

| 58% | \| \| 莱佛士猪笼草 \| \| \| \| \| \| 苏门答腊猪笼草 \| \| \| \| |
|     | \| \| 莱佛士猪笼草 \| \| \| \| \| \| 苏门答腊猪笼草 \| \| \| \| |
|     | 莱佛士猪笼草                                                    |
|     |                                                                 |
|     | 苏门答腊猪笼草                                                  |
|     |                                                                 |

|  | 莱佛士猪笼草   |
|  |                |
|  | 苏门答腊猪笼草 |
|  |                |

|  | 长叶猪笼草 |
|  |            |

| 58% | \| \| 莱佛士猪笼草 \| \| \| \| \| \| 苏门答腊猪笼草 \| \| \| \| |
|     | \| \| 莱佛士猪笼草 \| \| \| \| \| \| 苏门答腊猪笼草 \| \| \| \| |
|     | 莱佛士猪笼草                                                    |
|     |                                                                 |
|     | 苏门答腊猪笼草                                                  |
|     |                                                                 |

|  | 莱佛士猪笼草   |
|  |                |
|  | 苏门答腊猪笼草 |
|  |                |

|  | 长叶猪笼草 |
|  |            |

| 58% | \| \| 莱佛士猪笼草 \| \| \| \| \| \| 苏门答腊猪笼草 \| \| \| \| |
|     | \| \| 莱佛士猪笼草 \| \| \| \| \| \| 苏门答腊猪笼草 \| \| \| \| |
|     | 莱佛士猪笼草                                                    |
|     |                                                                 |
|     | 苏门答腊猪笼草                                                  |
|     |                                                                 |

|  | 莱佛士猪笼草   |
|  |                |
|  | 苏门答腊猪笼草 |
|  |                |

### 宽叶猪笼草
宽叶猪笼草（N. adnata）和长叶猪笼草在成年植株的区别较大，但其幼苗在外形上则几乎没有区别。查尔斯·克拉克认为长叶猪笼草可能与宽叶猪笼草之间也存在着较密切的近缘关系。

## 自然杂交种
尽管长叶猪笼草与许多其他的猪笼草同域分布，但其自然杂交种却十分的少见。仅发现了真穗猪笼草与长叶猪笼草的自然杂交种，虽然其也有可能是长叶猪笼草与苏门答腊猪笼草的自然杂交种。
真穗猪笼草与长叶猪笼草的自然杂交种（N. eustachya × N. longifolia）存在于帕亚孔布和实武牙，并与其亲本同域分布。该自然杂交种之所以罕见，是因为真穗猪笼草和长叶猪笼草的生活习性有着明显的区别。真穗猪笼草常生长于开阔且阳光充足的地区，而长叶猪笼草更喜欢生长于茂密且阴暗的森林中。该自然杂交种与真穗猪笼草的区别在于，其叶片的边缘具有红棕色的短毛被。唇前部常继承长叶猪笼草所具有的一个特殊的凸起。其与长叶猪笼草的区别在于其笼蔓较长叶猪笼草短，并且叶片表面具有类似真穗猪笼草的纵沟。

## 扩展阅读
- 原生地中的长叶猪笼草 （页面存档备份，存于）
- 食虫植物照片搜寻引擎中长叶猪笼草的照片 （页面存档备份，存于）

 维基共享资源上的相關多媒體資源：长叶猪笼草
 維基物種上的相關：长叶猪笼草